# Dodici Guardiani Ninja
I Dodici Guardiani Ninja (守護忍十二士?, Shugonin) è stata una squadra immaginaria della serie manga ed anime Naruto, del mangaka Masashi Kishimoto. Erano dodici guerrieri posti a protezione del Daimyo del Paese del Fuoco residenti nel Tempio del Fuoco.
Nel manga, vengono solo citati ed hanno un ruolo molto marginale, a differenza dell'anime dove la loro storia viene approfondita attraverso dei flashback.

## Storia
Circa 20 anni prima dell'inizio della serie il Daimyo del Paese del Fuoco raggruppò i dodici guardiani con il compito di proteggerlo a costo della vita.
Nell'anime, dopo l'arrivo di numerose guerre tra ninja, il Daimyo scelse di arrestare l'ordine dell'Hokage, suo antico rivale, scegliendo tra i suoi soldati appunto i componenti dei dodici. Il gruppo si divise in gruppi di sei, in quanto rispettivamente avevano deciso di difendere chi l'Hokage e chi il Signore Feudale. Alla fine lo scontro vide vincitore la fazione a favore dell'Hokage. Nel combattimento sopravvissero solo Asuma e Chiriku, mentre Kazuma, membro dalla parte del daimyo, venne creduto morto.
Dopo questo evento il gruppo fu sciolto.

## Membri

La bandana dei dodici: simbolo della squadra

I ninja guardiani sono in totale dodici, all'inizio della serie Shippuden sono rimasti in tre in quanto gli altri componenti sono morti durante il colpo di Stato effettuato da Kazuma. Nel manga, gli unici componenti che appaiono sono solo Asuma e Chiriku.
Durante alcuni episodi dell'anime della seconda serie ne appaiono alcuni, fra cui Kazuma e altri quattro che vengono resuscitati tramite una tecnica proibita: Kitane, Nauma, Tou e Seito.
I membri portavano in vita una fascia con sopra raffigurato il simbolo del Dodici Guardiani, mentre quelli rimasti la indossano in ricordo della squadra.
Ad eccezione di Asuma, i guardiani ninja non portano alcun coprifronte, anche se appartengono al Paese del Fuoco e quindi dovrebbero portare il simbolo del Villaggio della Foglia.
A detta di Sakura, il Daimyo propose a Shikamaru di diventare un membro dei dodici, ma questi rifiutò.

### Chiriku
Chiriku (チリク?) è un membro dell'organizzazione Dodici Guardiani Ninja, oltre che capo del Tempio del Fuoco, situato ai confini del Paese del Fuoco. Nel manga non si conosce nulla sul suo passato, mentre dall'anime ci sono pervenute alcune informazioni: egli arruolò Asuma Sarutobi nel gruppo dei guardiani, partecipò al colpo di Stato di Kazuma, schierandosi contro di lui, e successivamente si prese cura del figlio di quest'ultimo, Sora, il quale a sua insaputa possedeva una parte del chakra della Volpe a Nove Code. Su di lui pendeva una taglia di 30 milioni di ryo.
Nel manga Chiriku fa la sua prima apparizione quando il Tempio del Fuoco viene attaccato da Hidan e Kakuzu, che stavano cercando Naruto. Chiruku combatte contro i due aggressori, ma viene sconfitto a causa dei poteri dei due membri dell'Organizzazione Alba. Sarà Hidan ad uccidere definitivamente Chiruku con il suo rituale. Successivamente Kakuzu e Hidan partono per riscuotere la taglia sulla testa di Chiruku, riuscendo nell'impresa.
La sua tecnica consiste nell'applicare un sigillo al cancello del Tempio del Fuoco. Nell'anime, invece, è in grado di evocare uno spirito invisibile capace di sferrare violenti pugni: tale tecnica è denominata Raigou - Colpo di Morte a Mille Mani. Anche Asuma conosceva questa tecnica e la utilizzò, anche se con intensità minore, contro i due membri di Alba. È doppiato da Akio Ohtsuka.

### Kazuma
Kazuma (カズマ?), o Furido (フリド?, Furido), è un ex-membro delle 12 Guardie Ninja del Paese del Fuoco. Viene introdotto solo in una breve saga filler nell'anime della seconda serie, di cui peraltro è il principale antagonista. Kazuma vuole imporre il potere del Daimyo e distruggere quello dell'Hokage; per realizzare il suo obiettivo, Kazuma vuole utilizzare il chakra della Volpe a Nove Code presente in suo figlio  Sora.
Prima dell'inizio della serie, Kazuma aveva i capelli neri corti, vestiva con abiti scuri tendenti al marrone e portava una fascia sulla fronte. Dopo aver assunto il nome di Furido, Kazuma cambia totalmente aspetto. Indossa un lungo abito viola, porta i capelli bianchi che gli cadono sulle spalle e ha una lunga cicatrice nella parte destra del volto. Inoltre, porta sempre con sé una Khakkhara, ovvero un lungo bastone che usa spesso in combattimento. Come ricordo del gruppo, Kazuma indossa ancora, sotto la giacca, la fascia con il simbolo del gruppo. Anche nei panni di Furido, Kazuma conserva ancora la fascia dei 12.
Kazuma è un uomo che credeva fermamente nei suoi ideali, cosa confermata anche da Asuma Sarutobi.  Sora lo ricorda come un uomo gentile e orgoglioso e non lo crede possibile di azioni malvagie. Sebbene il suo piano di imporre l'autorità del Daimyo sull'Hokage sia sbagliato, Kazuma crede fortemente che questo è l'unico modo per poter aumentare la forza del Paese del Fuoco. Per raggiungere il suo scopo, Kazuma è disposto persino a trasformare suo figlio in una semi-forza portante e a sacrificare moltissime vite. Il personaggio di Kazuma può essere visto come la nemesi del Quarto Hokage. Infatti, mentre il Quarto ha sigillato la Volpe a Nove Code nel figlio per proteggere il Villaggio, Kazuma ha sigillato il demone nel figlio Sora per distruggerlo. Sempre a differenza del Quarto, Kazuma è una persona priva di scrupoli che basa la propria crudeltà sul figlio Sora, insegnandogli che l'unica strada per diventare veramente forti e quella di uccidere tutti gli avversari che intralciano il suo cammino. Nonostante sia stato escluso dai 12 Guardiani, Kazuma è fortemente legato a questi in quanto conserva ancora la fascia con il simbolo del gruppo. All'inizio, nei panni di Furido, dimostra un lato giocoso e gentile per guadagnarsi la fiducia di Sora.
Kazuma faceva parte del gruppo delle 12 Guardie Ninja del Paese del Fuoco, di cui facevano parte anche ad Asuma Sarutobi e Chiriku, che era posto alla protezione del Daimyo. Egli credeva fortemente che l'Hokage non fosse necessario e che bastasse solamente l'autorità del Daimyo per gestire il Paese del Fuoco. Kazuma, dunque, tentò di convincere il Daimyo a distruggere il Villaggio della Foglia, ma fu fermato da Asuma, il quale gli rivelò che anche il Daimyo stesso era contrario al suo piano. Kazuma, dunque, scatenò una rivoluzione e il gruppo dei 12 guardiani si scisse in due: una parte che intendeva proteggere l'Hokage di cui facevano parte sia Asuma che Chiriku, mentre l'altra fazione supportava Kazuma. Alla fine, però, la prima fazione riuscì a vincere la seconda e Kazuma fu ritenuto morto per mano di Asuma in combattimento.
In realtà, Kazuma sopravvisse e assunse l'identità di Furido. Deciso ancor di più a distruggere il Villaggio della Foglia, Kazuma prese una parte del chakra della Volpe a Nove Code e la confinò il suo figlio  Sora, trasformandolo in una semi-forza portante. Attraverso il potere di Sora, Kazuma intendeva distruggere così Konoha e realizzare il suo piano. Il bambino, in seguito, fu lasciato nel Tempio del Fuoco, dove sarà accudito da Chiriku e dagli altri monaci.
Insieme ai suoi tre alleati predoni, Fudou, Fuka e Fuen, Kazuma ritorna al Tempio del Fuoco per impadronirsi dei corpi di quattro dei 12 Guardiani Ninja in grado di utilizzare l'Elemento Fulmine (Seito, Tou, Kitane e Nauma) per riportarli in vita con una tecnica di resurrezione. Il suo obbiettivo è quello di utilizzare la tecnica speciale di elemento fulmine dei quattro guardiani in modo da distruggere il Villaggio della Foglia. A causa di Asuma, però, la tecnica non ha effetto e quindi Kazuma toglie il sigillo a Sora per farlo trasformare nella Volpe a nove code, così che il ragazzo possa distruggere Konoha. Sul posto a fermare Kazuma e la trasformazione di Sora giungono i ninja della Foglia. Mentre Sora è impegnato a combattere contro Naruto (che poi successivamente lo fermerà riportandolo allo stadio originario e salvando il villaggio), Kazuma affronta Asuma, venendo poi ucciso da quest'ultimo con l'aiuto di Sai.
Kazuma è esperto nelle Tecniche Proibite (禁術?, Kinjutsu) relative alle anime e ai defunti che riesce a riportare in vita, e utilizza questo tipo di tecnica quando resuscita i quattro ninja guardiani e le anime dei defunti di altri villaggi uccisi dai suoi subordinati, anche se questi ultimi sono più simili a dei comuni zombie e non possono utilizzare le tecniche che possedevano in vita. Kazuma è molto pratico nel campo dei sigilli, visto che è riuscito facilmente ad imprigionare una parte rilasciata del chakra della Volpe a Nove Code permettendo al figlio di diventare quasi una forza portante. Inoltre, Kazuma, proprio come Asuma, è in grado di trasmettere il suo chakra di vento sulle sue armi, estendendo così la portata delle sue lame. In questo caso, l'arma utilizzata da Kazuma è una Khakkhara, ovvero un lungo bastone. È doppiato da Kazuya Nakai e Diego Baldoin.